# Jefferson Parish
Jefferson Parish is een parish in het zuiden van de Amerikaanse staat Louisiana. De parish valt binnen het grootstedelijk gebied van New Orleans.
De parish heeft een landoppervlakte van 794 km² en telt 455.466 inwoners (volkstelling 2000). De hoofdplaats is Gretna, maar Metairie heeft de meeste inwoners.

## Bevolkingsontwikkeling

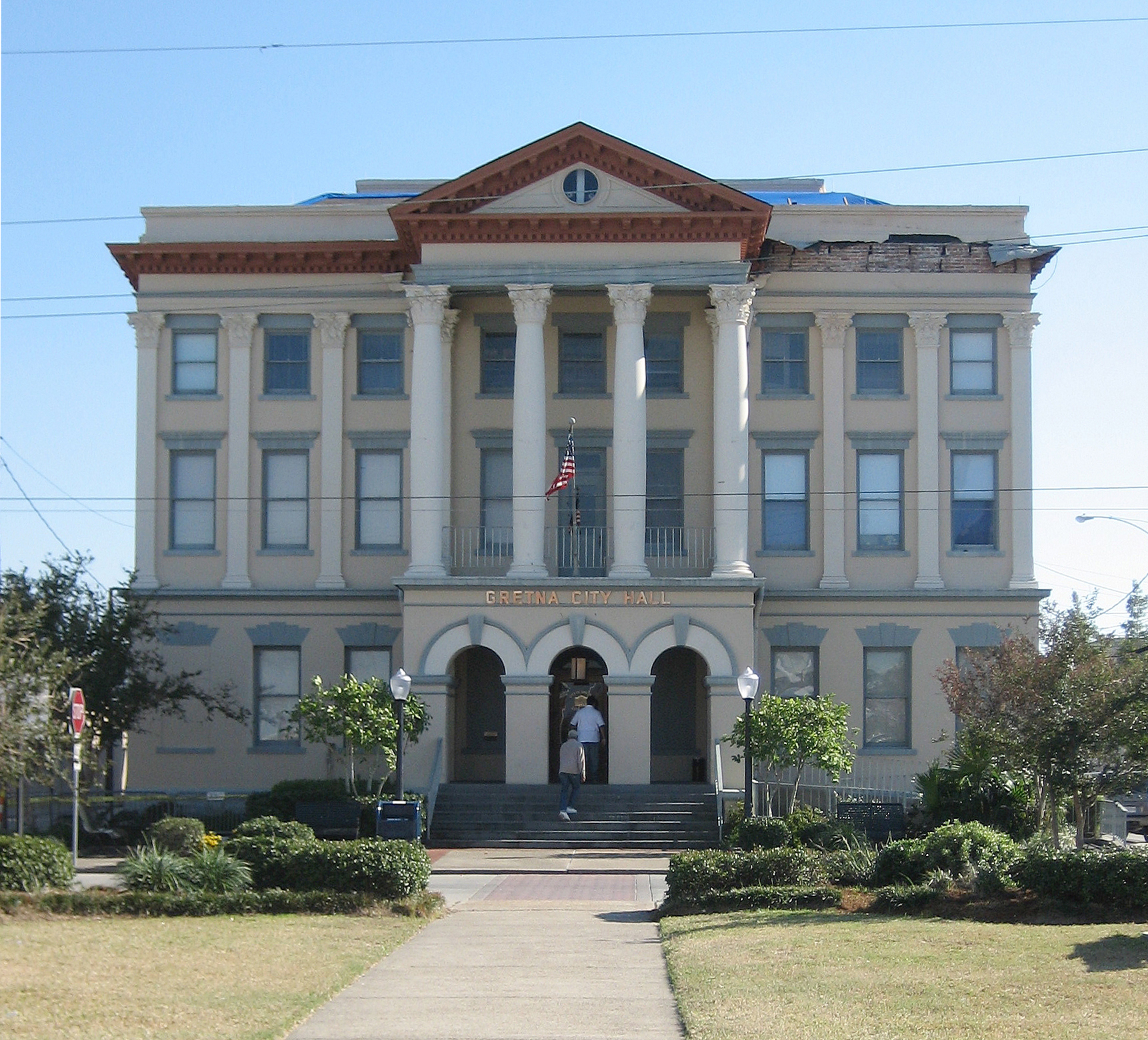
Jefferson Parish Courthouse